# Lacerta schreiberi
Lacerta schreiberi је гмизавац из реда Squamata и фамилије Lacertidae.

## Угроженост
Ова врста је на нижем степену опасности од изумирања, и сматра се скоро угроженим таксоном.

## Распрострањење
Врста је присутна у Португалу и Шпанији.

## Станиште
Станишта врсте су шуме, планине, жбунаста вегетација и речни екосистеми. 
Врста је по висини распрострањена од нивоа мора до 2100 метара надморске висине. 